# Alfons Kupis
Alfons Stefan Kupis (ur. 23 lipca 1940 w Pyszkowie, zm. 1 kwietnia 2024 w Warszawie) – generał brygady Wojska Polskiego.

## Życiorys
Służbę wojskową rozpoczął w roku 1959 jako podchorąży Oficerskiej Szkoły Artylerii w Toruniu. Promowany na podporucznika został w roku 1962. Stanowisko dowódcy plutonu dywizjonu szkolnego objął w Centralnym Ośrodku Szkolenia Wojsk Rakietowych i Artylerii w Orzyszu. Na stopień porucznika został awansowany w 1965 roku. Dwa lata później dowodził baterią szkolną tegoż dywizjonu COSWRiA. Stopień kapitana otrzymał w 1969 roku.
Od 1972 do 1976 był słuchaczem Akademii Wojskowej Artyleryjskiej ZSRR w Leningradzie. W tym czasie awansował na majora. Uczelnię ukończył ze złotym medalem. W 32 Brygadzie Rakiet Operacyjno-Taktycznych w Orzyszu służył jako dowódca dywizjonu rakietowego, następnie jako zastępca dowódcy brygady ds. liniowych, a od 1983 roku jako dowódca brygady. Jednostka dowodzona przez niego została trzykrotnie wyróżniona przez ministra obrony narodowej tytułem przodującej brygady Wojska Polskiego. W 1978 roku awansowany na podpułkownika, a w 1983 na pułkownika.
Jest absolwentem Podyplomowych Studiów Operacyjno-Strategicznych w Akademii Sztabu Generalnego, którą ukończył w 1980 roku.
W roku 1986 przeszedł do Dowództwa WOW na stanowisko dowódcy Wojsk Rakietowych i Artylerii, a następnie szefa Wojsk Rakietowych i Artylerii. Od 1991 roku dowodził Wojewódzkim Sztabem Wojskowym w Warszawie.
W 1993 roku wyznaczony został na komendanta głównego Żandarmerii Wojskowej. W tym samym roku awansowany został też na generała brygady. Zawodową służbę wojskową zakończył 24 lipca 2000 roku.
Został pochowany na warszawskim Cmentarzu Północnym

## Ordery i odznaczenia
- Krzyż Komandorski Orderu Odrodzenia Polski (2000)[2]
- Krzyż Oficerski Orderu Odrodzenia Polski
- Krzyż Kawalerski Orderu Odrodzenia Polski
- Złoty Krzyż Zasługi
- medale MON